# جورجي كامينسكي
جورجي كامينسكي (بالبلغارية: Георги Каменски)‏ مواليد 3 فبراير 1947 في صوفيا، هو لاعب كرة قدم بلغاري دولي سابق كان يلعب في مركز حراسة المرمى. سبق له أن لعب في كأس العالم لكرة القدم مع منتخب بلاده في مونديال عام 1970م.

## المسيرة الاحترافية

### أندية لعب لها
- ليفسكي صوفيا

## روابط خارجية
- جورجي كامينسكي على موقع الاتحاد الدولي (مؤرشف)  (الإنجليزية)
- جورجي كامينسكي على موقع قاعدة بيانات كرة القدم.إي يو (الإنجليزية)